# August Steinmeyer
Heinrich Bernhard August Steinmeyer (* 15. Januar 1821 in Eichenborn; † 30. September 1895 in Großenberg) war ein deutscher Vollmeier und Politiker.
Steinmeyer war der Sohn des Großköthners Heinrich Bernhard Steinmeyer († 1855) und dessen Ehefrau Wilhelmine, geborene Kapmeier († 1867). Er heiratete am 4. Mai 1848 in Neersen Witwe Johanne Catharine Elisabeth Louise Marie Hamann, geborene Käsemann (1823–1894). Steinmeyer war Vollmeier in Großenberg.
1859 bis 1864 war er Abgeordneter im Spezial-Landtag für das Fürstentum Pyrmont.